# Attack (lessive)
Pour les articles homonymes, voir Attack.

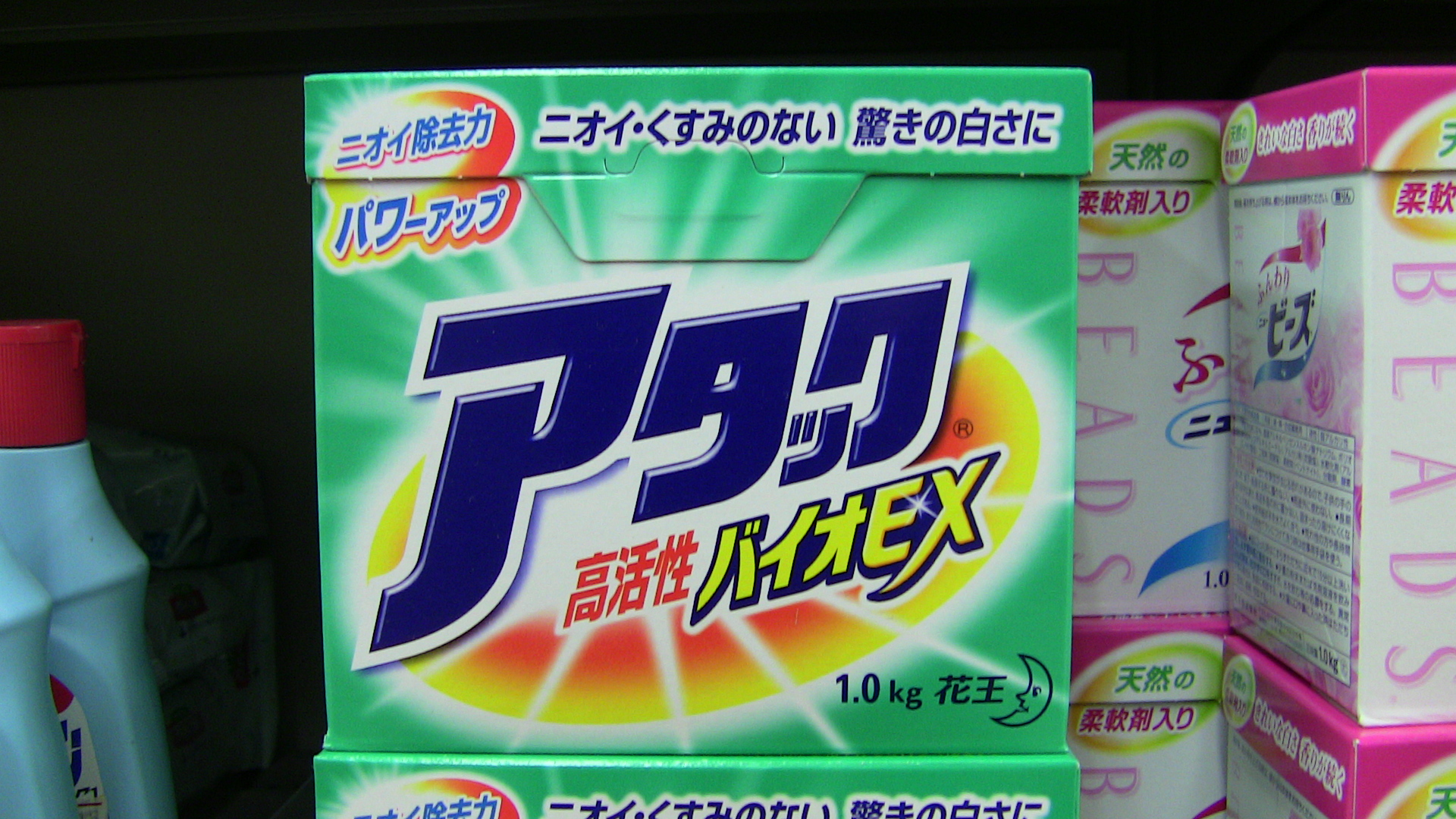
Paquet de lessive Attack

Attack (japonais : アタック) est une marque de lessive japonaise de la société Kao Corporation. Elle est la première lessive en poudre compacte lancée au Japon, en 1987.